# 勝田ゴルフ倶楽部
勝田ゴルフ倶楽部（かつたゴルフくらぶ）は、茨城県ひたちなか市にあるメンバーシップ制のゴルフ場。 

## 概要
勝田ゴルフ倶楽部は、1979年（昭和54年）10月、旧STT開発の法人会員制として開場され、その後、 2006年（平成18年）、「パシフィックゴルフマネージメント株式会社」が所有、「PGMホールディングス株式会社」によって運営されている。ゴルフコースの設計は大久保昌が行った。コースは典型的な林間コースで、広くフラットで大小の池を生かし、微妙なアンジュレーションのあるコース 。
大久保昌は、千葉農業専門学校(現・千葉大学園芸学部)卒業、埼玉県朝霞のキャンプドレイクに勤務、設計や造成を行う。井上誠一に師事、1972年（昭和47年）、コース設計家として新設や既存コースの改修を行った。

## 所在地
〒312-0004 茨城県ひたちなか市長砂1506

## コース情報
- 開場日 - 1979年10月
- 設計者 - 大久保 昌
- コースタイプ - 林間コース
- 面積 - 1,150,000m2（約34.7万坪）
- コース - 6,803ヤード、18ホールズ、パー72、コースレート 72.2
- グリーン - ベント1グリーン（ペンクロス）
- フェアウェイ - コーライ
- ラフ - ノシバ
- ハザード - バンカー67、池が絡むホール11
- プレースタイル - 乗用カート(5人乗り)リモコン式
- 練習場 - アプローチ・バンカー練習場 10打席、100ヤード
- 休場日 - 年中無休（指定休あり）[4][5]

## ギャラリー
- ゴルフコース - コースガイド>[5]
- クラブハウス - 施設情報[6]

## 交通アクセス
- 鉄道 - 常磐線（JR東日本）・ひたちなか海浜鉄道 - 勝田駅よりタクシー 約12分
- 道路 - 北関東自動車道 - ひたち海浜公園ICより 約5分
- クラブバス - 勝田駅より有り[7]

## 関連文献
- 『ゴルフ場ガイド 東版』2006-2007、「勝田ゴルフ倶楽部（茨城県）」、ゴルフダイジェスト社、2006年5月、2020年7月2日閲覧